# ديه بالمر
ديه بالمر (بالإنجليزية: Des Palmer)‏ هو لاعب كرة قدم ومدرب كرة قدم بريطاني، ولد في 23 سبتمبر 1931 في سوانزي في المملكة المتحدة.

## وصلات خارجية
- ديه بالمر على موقع ناشيونال فوتبول تيمز (الإنجليزية)